# Лилия Романова
Ли́лия Андре́евна Рома́нова — персонаж российских комиксов издательства Bubble Comics, главная героиня линеек комиксов «Экслибриум» и «Экслибриум: Жизнь вторая». Впервые появилась в первом выпуске комикса «Экслибриум» в октябре 2014 года. Разработала героиню Наталия Девова, а дизайн и внешний вид — художник Андрей Родин. В создании образа также принимала участие художница Анастасия Ким, известная по сериям «Майор Гром» и «Бесобой». В разное время свой вклад в образ героини успели внести художники Алина Ерофеева, Константин Тарасов, Юлия Журавлёва и Марина Привалова, а также сценаристка Анна Булатова.
Лилия Романова — любительница поп-культуры во всех её проявлениях. Учится на первом курсе вместе с другими книгочеями: Александром, Ингой и Матвеем. Вследствие частых переездов родителей из города в город у их дочери не было постоянных друзей, что сказалось и на её социальных навыках, а также стало причиной появления у неё комплексов и обсессивно-компульсивного расстройства. Несмотря на то, что временами может впасть в депрессию и закрыться в себе, она довольно храбрая девушка и не бросает друзей в беде. Цвет её чернил — жёлтый, что даёт ей возможность испускать из глаз и рта разрушающие лучи.
Персонаж вызвал в целом умеренно-положительную реакцию у профильных журналистов и критиков, однако одна из определяющих черт героини, её увлечение гик-тематикой, получила неоднозначные оценки. Одни обозреватели отмечали проработанность характера Лилии, что её поведение и манеры схожи с таковыми у реальных подростков, другие жаловались, что её интерес к массовой культуре и лексикон гипертрофирован обилием чрезмерных цитат и отсылок. Соответственно, в положительных рецензиях отмечалось, что читателю будет легко ассоциировать себя с персонажем, а в негативных посчитали героиню типичным примером «гика-социофоба».

## Описание
Лилия Романова — молодая девушка, с тёмными кудрявыми волосами, которые она иногда выпрямляет, густыми бровями, длинным острым носом и чёрными глазами. Время от времени её гардероб меняется, но неизменным атрибутом героини является широкополая чёрная шляпа. В гардеробе часто встречается одежда, содержащая символику любимых произведений героини. Из предметов одежды чаще всего носит рубашки или блузки с принтами, джинсы с высокой талией или шорты. Своё имя Лилия получила от одноимённого цветка, так как её отец увлекался флористикой.
Лиля — девочка-гик и любительница поп-культуры во всех её проявлениях, что выражается в её манере речи, полной всяческих отсылок и цитат на фильмы, игры, музыку, литературу и прочее. Вследствие частых переездов родителей из города в город у их дочери не было постоянных друзей, что сказалось и на её социальных навыках, а также стало причиной появления у неё комплексов и обсессивно-компульсивного расстройства. Свободное время любит проводить за поеданием овощей, чтением комиксов и размышлениями об окружающем её обществе, имеет богатую фантазию. Несмотря на то, что временами может впасть в депрессию и закрыться в себе, она довольно храбрая девушка и не бросает друзей в беде. Обладает «чудаковатым» и любопытным характером, ей свойственна суетливость и экспрессивность.
Как и все книгочеи, Лиля обладает суперсилами. Цвет её чернил — жёлтый, что даёт ей возможность испускать из глаз и рта разрушающие лучи. Ранее являлась обладательницей белых чернил, не зная об этом. После их потери сохранила лишь способности, даруемые ей жёлтыми чернилами, а также возможность использовать бумажные самолётики в качестве следящих жучков.

## Появления

### Биография в комиксах
Лилия Романова родилась в семье Андрея Романова, популярного ландшафтного дизайнера, и Елены, его жены и в совокупности менеджера. Из-за работы отца Лилии  вместе с семьёй приходилось часто переезжать, поэтому она не ходила в детский сад и школу и училась на домашнем обучении, а свободное время посвящала чтению книг, просмотру сериалов и игре в компьютерные игры. По этой причине у Лили было ограниченно общение со сверстниками, что стало причиной развития у девушки проблем в общении и обсессивно-компульсивного расстройства. Чтобы решить проблемы с психическим здоровьем дочери, её родители наняли врача по имени Владимир, с которым Лиля проводила много времени. На самом деле Владимир был сбежавшим из Ордена книгочеем, убившим мальчика Кая, мага монохрома и обладателя белых чернил, одних из самых опасных, так как те дают возможность влиять не только на мир вымышленных историй, но и на объективную реальность. Подавшись в бега, Владимир стал врачом Лили, и спрятал в той украденные чернила. Из-за этого у девочки появилась возможность видеть оживших героев книг, хотя Владимир старался скрыть это, называя эти видения побочными эффектами от препаратов.

#### «Экслибриум»
Лилия Романова собирается поступать в МГУ, но волею случая попадает в Орден книгочеев, задачей которого является охрана границ между реальным миром и миром художественных произведений. По заданию Ордена двое его магов — обычный человек Александр Алиновский вместе с оживлённым художественным персонажем Артуром — преследуют сбежавших из книги Красную Шапочку и Волка в попытке вернуть их обратно. На пути Красной Шапочке попадается шедшая на подготовительные занятия в институт Лиля, которая невольно оказывается в гуще событий. Подоспевшие Александр и Артур спасают Лилю от Волка, успевшего съесть Красную Шапочку и её бабушку, также попавшую в реальность. Вместе им удаётся остановить буйного литературного персонажа и вернуть беглецов обратно в книгу. Впоследствии Лиле пришлось пройти процесс «закрытия» — ритуал, предназначенный для выведения попавших внутрь человека чернил, из-за которых к нему начинают притягиваться книги. Во время ритуала героиня попадает в иную реальность, где перед ней предстаёт дом из костей. Вдруг на Лилю начинает нападать собственная тень. Не без проблем ей удаётся прийти в сознание и вывести из себя чернила, после чего Ангелина Евгеньевна, возглавляющая Московскую библиотеку (штаб Ордена), предлагает Лиле обучаться в Ордене книгочеев, и девушка соглашается.
Далее Лиля впервые участвует в задании по поимке сбежавших из книг персонажей, узнаёт тонкости работы Ордена, а также то, что библиотени — с виду безобидные помощники книгочеев — ранее были людьми, которым не удалось пройти обряд инициации в Костяном доме. Позже ученики Ордена книгочеев помогают членам Магического чрезвычайного комитета выследить неизвестного в капюшоне, использовавшего «Молот ведьм», древний и могущественный фолиант, при нападении на штаб дружественной организации. После схватки с грозным духом инквизитора, находившемся внутри книги, книгочеи собираются на суд над сбежавшими ранее персонажами. Хотя книгочеям удаётся выведать интересующую их информацию, из-за долгого пребывания вне книги видоизменяется один из персонажей, и Якову, члену Круга, в итоге приходится убить мутанта. Жестокое убийство оставляет отпечаток на душе у Лили.
Тем временем, Лилю начинает искать команда из Киры, мага монохрома и обладательницы чёрных чернил; Никиты, книгочея с красными чернилами; Лизы, обычного человека; её дяди, Николая; книжного персонажа Агаты; и книгочея Владимира. Когда-то Владимир убил Кая, брата Киры и последнего обладателя белых чернил, которые разыскивает команда. Они считали, что Лиля может быть обладательницей белых чернил, которые когда-то Владимир мог передать ей, так как раньше он был её наставником. Узнав об этом, Никита и Лиза подстраивают ловушку, в которую в результате попадают другие книгочеи. После непродолжительного сражения, книгочеи и Никита погибают, и лишь Лиза остаётся в живых.
Кира предпринимает другой план: врывается в здание Настоящей Московской Библиотеки, пленит всех книгочеев и глав Круга, и устраивает собственный суд. Оказывается, утверждённый Орден книгочеев восполняют люди Костяного дома, который является ничем иным, как обществом Древних магов — самых первых книгочеев. Для поддержания могущества, им требовалась энергия чернил, находящаяся в заражённых людях; тогда как Кира и Кай, которых использовали книгочеи для достижения цели, оказывали определённое воздействие на человека, чтобы получился желаемый цвет. Охотившийся за Кирой Владимир, передавший цвет Кая Лиле, заключил союз с Ангелиной Евгеньевной. Она подстроила попадание Лили в Орден книгочеев, чтобы иметь около себя держателя белых чернил. В соответствии с их планом, после того как были найдены чёрные чернила, Владимир и Ангелина использовали бы силу монохрома, чтобы вырваться из-под контроля Круга. Закончив рассказ, Кира просит Лилю помочь уничтожить Костяной дом, чтобы высвободиться от его влияния, после чего все лишаться чернил и, соответственно, суперспособностей. Лиля соглашается и передаёт Кире свои белые чернила. Успешно совершив затеянное, Кира подвергается нападению Агаты. Агата убивает Киру и забирает её чернила вместе со способностями. Так как все герои с цветными чернилами потеряли свои способности, единственным кто сохранил суперсилы стала Агата. Она предстаёт перед бывшими книгочеями и объявляет, что будет мстить людям за все невзгоды, которые пришлось терпеть литературным персонажам.

#### «Экслибриум: Жизнь вторая»
После атаки Киры, последнего мага монохрома, на Орден книгочеев и предательства со стороны Агаты — её союзника-персонажа из серии фэнтези-книг — последняя приобретает невероятные способности, позволяющие ей переписывать реальность по собственному желанию. Лиля, её друзья и частично разрушенный Орден книгочеев пытаются найти Агату, прежде чем она воспользуется своей властью. Однако сама Агата не спешит менять реальность — вместо этого она пленит авторов своей книги: молодую писательницу Елену и её заказчика Аполлона. Она запечатывает их в свою книгу, чтобы те на собственном опыте прочувствовали все страдания, через которые пришлось пройти ей самой. Агата работает не в одиночку: к ней присоединяется бывшая глава Настоящей Московской Библиотеки Ангелина Евгеньевна, пытающаяся воскресить своего персонажа Соловья, погибшего во время атаки на Орден. У неё получается, но, несмотря на все старания, Соловей теряет большую часть воспоминаний о своей прошлой жизни. Книгочеям удаётся узнать об этом, а также найти их логово — постоянно перемещающегося Дракона в форме автобуса.
Пока они готовят нападение с целью освободить похищенных авторов, сами Елена и Аполлон пытаются выжить в недружелюбных условиях книги. На них нападает стая волков-оборотней, и от неминуемой гибели их спасает незнакомец, вооружённый косой. Незнакомцем оказывается Кира, лишённая силы монохрома. Она была воскрешена Агатой и заточена в её книге. Без своей силы Кира быстро взрослеет из девочки-подростка в молодую женщину. Все трое помогают друг другу, и в итоге им удаётся сбежать из заточения. Тем временем книгочеи инсценируют нападение на Владимира. Ангелина, видя, что её другу грозит опасность, появляется на поле боя и спасает его. Пока между Ангелиной и книгочеями разгорается бой, Лиля с друзьями нападает на след Елены и Аполлона, однако слишком поздно — те уже успели самостоятельно покинуть книгу.

## История создания

Концепт-арты раннего варианта образа «Кати Одинцовой» (слева) и предфинальный вариант внешности Лили Романовой (справа). Художники: Евгений Федотов (слева), Андрей Родин (справа)

Артём Габрелянов, основатель издательства Bubble, утверждал, что изначально в «Экслибриуме» предполагалось наличие и женского главного персонажа и мужского, как «ученицы и учителя», но чтобы увеличить количество центральных женских персонажей в линейках издательства было принято решение сфокусироваться на Лилии, а другому персонажу отвести второстепенную роль. В процессе создания и проработки образ героини претерпевал сильные изменения. По первоначальным наработкам, Лиля должна была быть светловолосой девушкой, носящей имя Катя Одинцова. Её гардероб состоял из повседневной одежды и аксессуаров из её любимых компьютерных игр. Несмотря на кардинальные изменения в облике, она по-прежнему олицетворяла собой девушку-гика, далёкую от насилия. Характерными особенностями её нового внешнего вида стали густые брови, длинный и острый нос, чёрные глаза. Девова также планировала добавить девушке щербинку между передними зубами, однако коллеги отговорили её. Сложности вызвал подбор причёски: так как длинные волосы были у двух главных героинь других серий издательства, Красной Фурии и Метеоры, Девова решила сделать упор на коротких и полудлинных прямых волосах, однако ни один из предложенных Андреем Родиным вариантов не получил её одобрения. По словам Девовой, окончательный вариант — кудрявые волосы — предложила Анастасия Ким, основная художница серии «Майор Гром». Одежда героини осталась такой, какой её изначально хотела видеть автор: блузка с принтом на рукавах, джинсы с высокой талией, чёрная шляпа.
Отдельной проработки удостоились места, в которых проживает героиня: квартира её родителей и её комната в Настоящей Московской Библиотеке, которую она делит с другими книгочейками. Поначалу её жильё было местом неопределённым, отсутствовало чёткая планировка и распределение мебели, однако иллюстратор Алина Ерофеева, давняя знакомая Девовой и следующая после Родина художница серии, решила добавить конкретики. Её комната в квартире родителей отражает внутренний мир Лили: у неё есть цветы, поставленные её отцом, фигурки и постеры с любимыми персонажами сериалов, комиксов и компьютерных игр, а также подушка-дакимакура с титаном Колоссом из аниме «Атака титанов». Любовь героини к гик-культуре дала возможность всей команде комикса привносить в обстановку «Экслибриума» отсылку на то или иное своё увлечение. В общежитии авторы планировали поселить Лилю на нижнем месте двухъярусной кровати, однако в конечном счёте передумали и дали ей кровать перед окном. Так как в общежитии Лиля проживала не одна, её комната отражала интересы не только её, но и Тамары и Зои, её соседок. От первой в комнате появился спортинвентарь, а от второй — бардак и плесень, которую та осознано и целенаправленно выращивала.

## Восприятие
Реакция критиков на персонажа была неоднозначная. С одной стороны, звучали положительные оценки приземлённости её образа, с другой — критиковалась гипертрофированность её увлечения поп-культурой. Павел Борченко из Geekster похвалил проработку характера главной героини, максимально приближенного к поведению сверстников в реальной ситуации: она реагирует так, как собственно и читатель, окажись он на месте Лилии. Схожее мнение было и у Евгения Еронина, представляющего сайт SpiderMedia.ru, который подробно разобрал персонажа. Он посчитал, что облик Романовой, в сравнении с другими героями основных линеек Bubble, более оригинален, в том числе благодаря уникальным элементам гардероба, вроде шляпы. Он отметил неспокойность и экспрессивность её характера и что плохие социальные навыки девушки продемонстрированы с юмором: «Романова немного не от мира сего, но её чудачества поданы как вещи, делающие жизнь веселее». Единственный минус, выделенный Ерониным, заключался в выпрямленных волосах героини в некоторых из последующих выпусков, которые, по его мнению, меньше шли образу Лилии, а также выразил надежду, что в дальнейшем в её речи станет меньше отсылок на поп-культуру. Евгений посчитал, что создатели с любовью подходили к её созданию, и надеялся, что так же они отнесутся к проработке второстепенных персонажей и мира комикса в последующих выпусках. Георгий Габриадзе, представляющий сайт «Канобу», назвал Лилю «избранной» и «самой „особенной“ среди „особенных“» и определил её как собирательный образ клише. Он также посетовал, что Лиля не использует свои обширные познания в поп-культуре во время столкновений с ожившими персонажами книг, хотя это могло быть полезным для повествования со сценарной точки зрения.
В то же время у рецензента ресурса Redrumers, наоборот, главная героиня не вызвала положительных эмоций — автор рецензии отмечал шаблонность её «гиковского» поведения, который отталкивал от персонажа. Он приводил в пример её асоциальность, мышление цитатами из поп-культуры и её странный гардероб. Он назвал такой образ гика надуманным и устаревшим, ибо «в современном мире любовь к тем же комиксам и видеоиграм никак напрямую не коррелирует с социальными навыками». Второстепенных героев он нашёл более интересными, чем протагонистку. Александр Талашин из «Котонавтов», как и рецензент Redrumers, раскритиковал главную героиню, называя её «замкнутым и помешанным человеком, которого даже в наше время не сыскать». Обозреватель журнала «Мир фантастики» Александр Стрепетилов в своей рецензии на «Экслибриум» отдельно разобрал образ героини. Он охарактеризовал Лилю как «почти обычную девушку, которая недавно закончила школу и готовится поступить в ВУЗ». Как и другие журналисты, Стрепетилов негативно отнёсся к увлечению девушкой гик-культурой, назвав его нездоровой страстью. «Лиля постоянно цитирует киногероев, допоздна засиживается за видеоиграми и мечтает о настоящих приключениях», — комментирует критик. По его мнению, через диалоги у авторов лучше получилось раскрыть других персонажей комикса, Сашу Алиновского и Соловья, в то время как с Лилей «обошлись похуже», переполнив её реплики цитатами и отсылками на сериалы и книги. Александр выделил этот момент как один из основных минусов «Экслибриума», хоть и причислил к плюсам комикса главных героев, в том числе и Лилю.
Количество культурных цитат в лексиконе героини было велико настолько, что им был посвящён отдельный научный труд авторства Руслана Саудова. Он выявил, что большая часть цитирований отведена сфере-источнику «художественное произведение», в которую помимо комиксов автор определил сказки и романы, а источники цитирования были взяты из иностранных произведений; лишь немногие примеры были заимствованы из российских произведений. В другой статье Саудова анализировались супергерои Bubble с точки зрения понятия «пост-человека» в массовой культуре — оно олицетворяет сущность, которая не существовала и никогда не будет, но при этом является нечто более высоким по отношению к нынешнему человеку — как в физическом плане, обладая сверхспособностями, так и в моральном. Супергерои как явление вполне укладываются в рамках этого понятия. Выделяется три типа пост-человека — идеальное тело, которое воплощает сверхсилу (пример — Супермен), космическое тело, связанное с научной фантастикой Серебряного века комиксов, и военно-промышленное тело, которое опирается на военные технологии. Саудов отметил, что в отличие от, например, Игоря Грома, Романова обладает сверхъестественными способностями, однако отметил, что они работают только в мире книг, а не в реальности. Исходя из этого, автор затруднился отнести героиню к какой-либо из обозначенных категорий «пост-человека». Мария Маркова в своей научной статье для издания «Вестник РГГУ» отметила, что Лиля, как и другие протагонисты произведений Bubble, не ведёт двойную жизнь, присущую типичному супергерою американских комиксов, ибо не является супергероем в классическом понимании этого термина.